# Schlossmuseum Aschaffenburg
Das Schlossmuseum der Stadt Aschaffenburg ist ein historisches Museum in Aschaffenburg in Bayern.

## Standort
Das Museum ist im zweiten Stock des Schlosses Johannisburg untergebracht. Das Schloss wird seit 2016 restauriert, was sich über mehrere Jahre hinziehen wird. Deswegen werden immer wieder einige Ausstellungsräume geschlossen, andere umgeräumt.

## Sammlungsschwerpunkte
Im Museum werden Kunstwerke und historische Zeugnisse aus sechs Jahrhunderten sowie wechselnde Sonderausstellungen u. a. zeitgenössischer Kunst ausgestellt. 
Der alte Bergfried beherbergt z. B. Werke des Bildhauers Johannes (Hans) Juncker, der für die Schlosskapelle den Altar, die Kanzel und die Figuren des Portals, für die Stiftskirche St. Peter und Alexander die Kanzel schuf. Die Kabinett-Ausstellung bietet einen Überblick über die Provenienz der Objekte des Schlossmuseums. Im Ostflügel sind Räumlichkeiten für die moderne Kunst, wo Skulpturen und Kunstwerke zeitgenössischer Aschaffenburger Künstler zu sehen sind.
Im Schloss Johannisburg befindet sich auch die Bayerische Staatsgalerie Aschaffenburg als Teil der Bayerischen Staatsgemäldesammlungen Im Mittelpunkt der altdeutschen Galerie stehen Werke Lucas Cranachs d. Ä. und seiner berühmten Schule (Werkstatt). Eine Besonderheit ist die weltweit größte Sammlung von Architekturmodellen aus Kork, die detailgenau die berühmtesten Bauwerke des antiken Rom darstellen.